# ميريام مينكن
ميريام فريدمان مينكن (8 أغسطس 1901 - 8 يونيو 1992)، نيه ميريام فريدمان، هي عالمة أمريكية اشتهرت من خلال بحثها عن الإخصاب في المختبر (IVF) مع جون روك. في فبراير 194، أصبحت أول شخص يتصور حياة الإنسان خارج الجسد.
ولدت مينكن في 8 أغسطس 1901، في ريغا، لاتفيا. انتقلت عائلتها إلى الولايات المتحدة بعد عامين من ولادتها. وعمل والدها كطبيب في مدينة نيويورك ونجح لدردجة أن جعل عائلته تعيش في رغدٍ من العيش. في 1922، حصلت مينكن على شهادة البكالوريوس في علم الأنسجة والتشريح المقارن من جامعة كورنيل. ثم التحقت بجامعة كولومبيا لإكمال دراساتها العليا وحصلت على شهادة الماجستير في علم الوراثة بعد عامٍ واحد فقط من تخرجها من جامعة كورنيل. درسّت مادتي الأحياء وعلم وظائف الأعضاء لفترة قصيرة أثناء إعدادها لكلية الطب. لكنها رُفضت، حيث قلما كانت تُقبل النساء في كلية الطب في ذلك الوقت. تزوجت مينكن من فالي مينكن، طالب الطب بجامعة هارفارد، عام 1924. في حين أنها كانت لا تزال تنوي الحصول على درجة الدكتوراة في علم الأحياء، واجهت مشكلة الاحتياج للدعم المالي، في الوقت الذي كان زوجها قد أنهى كلية الطب. ومن ثم، حصلت مينكن شهادة بكالوريوس ثانية في الدراسات المتعلقة بأعمال السكرتارية من كلية سيمونز. انتهى الأمر بمينكن باستكمالها لمتطلبات الدكتوراة بجامعة هارفارد لمرتين متباعدتين لكنها فشلت في الحصول على الدرجة لعجزها عن سداد رسوم الدراسة.
لدى مينكن وفالي طفلين وهما: ابن يدعى غابريال وابنة تدعى لوسي.

## بحثها المبكر (1930-1938)
في السنوات القليلة التي تلت عملها كسكرتيرة، عملت مينكن كباحث زميل في علم الأمراض في كلية الطب بهارفارد في الفترة من 1930 إلى 1935. ومن ثم عُرض عليها وظيفة فني مختبر للعمل مع جريجوري بنكوس في هارفارد. كُلفت مينكن، أثناء عملها مع بنكوس، بإعداد مستخلصات مصممة للأرانب فائقة الإباضة لأجل بحث بنكوس لاستحداث أرانب «بدون أب». فقد بنكوس مدة رئاسته في هارفارد عام 1937، لتصبح مينكن بعدها دون عمل. علمت مينغن في مختبرات ولاية ماساتشوستس لمدة عام ومن ثم التحقت بمنصبها البحثي مع جون روك، طبيب الخصوبة؛ بالمستشفى المجاني للنساء (حالياً هي جزء من مستشفى بريجهام للنساء) في بوسطن. كانت تجارب بنكوس على الأرانب بمثابة الحافز لقرار روك ببدء بحث الإخصاب في المختبر، ولفت الدور الذي لعبته مينكن خلال التجارب انتباه روك. مما دفع روك لتعيين روك فيما بعد، وشرعوا في تحديد الوقت الدقيق الذي ستحدث فيه عملية الإباضة. كان روك هو من توصل للفكرة لكنه لم يُحدث أي تقدم ملحوظ في البحث المختبري قبل تعيينه لمينكن. حيث لم يكن لديه الفهم الكامل للجوانب الفنية لـتخصيب البويضة وعينّ مينكن لتُشرف على جميع الأعمال المختبرية.

## بحث واكتشاف الإخصاب في المختبر (1938–1944)
بدأت مينكن تجارب الإخصاب في المختبر في مارس 1938. طالب روك ومينكن من النساء المشاركات في الدراسة، اللاتي كن من المقرر أن يخضعن لعملية استئصال للرحم، أن يمارسن الجنس دون استخدام وسائل عازلة قبل أن يخضعن للعملية الجراحية. اختاروا تنفيذ الإجراءات الجراحية قبل إباضة المرضى، الأمر الذي مكنهم من الحصول على العديد من البويضات المناسبة للدراسة. اتبعت مينكن على مدى الدراسة جدول زمني أسبوعي ثابت نسبياً: إيجاد البويضات يوم الثلاثاء، إضافة الحيوانات المنوية يوم الأربعاء، أداء الصلاة يوم الخميس، فحص النتائج باستخدام مايكروسكوب يوم الجمعة. أضافت اختلافات للإجراءات بين حين وآخر، بتغيير ظروف حفظ البويضات وطول وتركيز عينات الحيوانات المنوية. وجدت مينكن البويضات المخصبة في المبايض التي استئصلها روك من المرضى، ووضعت البويضات في المحلول، ثم زرعتهم قبل إضافة الحيوانات المنوية. خلال الـ6 سنوات الأولى من الدراسة، جربت مينكن عدة استراتيجيات مختلفة لكنها لم تحقق الإخصاب في المختبر. في 3 فبراير 1944، حصلت مينكن على بويضة من امرأة تعاني من تدلي عنق الرحم والرحم عقب ولادتها لأربعة أطفال. كان البروتوكول الموحد لمينكن هو أن تُغسل عينة الحيوان المنوي 3 مرات في المحلول وجعل البويضة والحيوان المنوي يتفاعلان معاً لمدة 30 دقيقة. أمضت مينكن الليلة السابقة ليوم ولادة ابنتها في العمل، وقامت عن طريق الخطأ بغسل عينة الحيوان المنوي مرة واحدة، مستخدمة عينة أكثر تركيزاً وتركتها تتفاعل لمدة ساعة. في صباح يوم الجمعة التالي الموافق (6 فبراير 1944)، اكتشفت مينكن بدء انقسام الخلية، مما يشير إلى أن البويضة الخصبة قد تكونت. أغفلت مينكن التقاط صورة فورية للاكتشاف، ولم تجد البويضة عندما قررت أخيراً التقاط صورة. لكنها تمكنت من تخصيب وتصوير ثلاثة بويضات أخرى، متضمنة كل العوامل الثلاثة التي عدلتها قبل الاكتشاف الأصلي. حقق روك ومينكن نمواً في خليتين أو ثلاثة في عملية إخصابهم الناجح. بعد تخصيب البويضات الإضافية بنجاح، اختار روك ومينكن نشر عملهم في تقرير مختصر. نشرت مجلة ساينس الاكتشافات التي توصلوا إليها في مقالة بعنوان «الإخصاب في المختبر وانقسام بويضات المبيض البشري» في 4 أغسطس 1944. نشرت صحيفة أسوشيتد برس، ونيويورك تايمز، ومجلة التايم تقاريراً عن الاكتشاف في الأيام اللاحقة.

## رد الفعل العام على الاكتشاف
نظر العامة لاكتشاف روك ومينكن باعتباره اكتشاف إيجابي سيساعد الأزواج الذين يعانون من العقم في إنجاب أطفال. مع ذلك، كانت هناك بعض الآراء الناقدة التي ترى الاكتشاف يلعب دور الإله ويتدخل في قوانين الطبيعة، ولأن روك ومينكن لن يخلقوا طفلاً، وتسأل آخرون عما إذا كانوا حققوا الإخصاب في المختبر أصلاً. لم يحاول روك ومينكن نقل بويضاتهم المخصبة إلى أجساد النساء بعد إنجازهم لأن ذلك لم يكن هدف دراستهم. لم تنجح المهمة الأصعب وهي تحويل بويضة مخصبة متعددة الخلايا، كتلك التي حصل عليها روك ومينكن، إلي جنين يمكن أن ينمو داخل رحم المرأة حتى ولادة لويز براون في عام 1978.

## سنواتها اللاحقة
في الوقت الذي نشرت فيه مجلة ساينس المقالة، سرحت جامعة هارفارد فالي مؤخرًا من عمله واضطر آل مينكينز على إثره الانتقال إلى كارولينا.الشمالية. لكن استطاعت مينكين أن تبقى على تواصل مع روك وأصدروا منشورات إضافية. نُشر التقرير الكامل للاكتشاف، والذي أُدرجت مينكين فيه كمؤلف رئيسي، أخيرًا في عام 1948 تحت نفس العنوان «الإخصاب في المختبر وانقسام بويضات المبيض البشري»، في المجلة الأمريكية لطب النساء والتوليد. في السنوات التي سبقت ذلك، سعت مينكين إلى مواصلة أبحاث الإخصاب في المختبر بمفردها، لكن فرصها كانت محدودة وغير مدفوعة الأجر.
انفصلت مينكن عن زوجها عام 1949. كان لدعمها واعتنتها بابنتها لوسي التي تعاني الصرع، الأثر على الحد من فرصها لإجراء البحوث المختبرية. في عام 1950 عادت إلى بوسطن لإلحاقها بمدرسة خاصة وقبلت حينها العرض بالعودة للعمل في مختبر روك. حيث كانت بحوث الإخصاب في المختبر قد توقفت، لعدم قدرة روك على إيجاد عالم آخر له نفس المهارة الفنية ليُكمل عمل مينكن. عندما عادت مينكن للعمل حاولت إحياءها، لكن حينها كان محور تركيز روك الأساسي تحول إلى حبوب منع الحمل واستطاعت مينكن وحدها إجراء الإخصاب في المختبر ولكن دام لمدة قصيرة. تابعت مينكن عملها في مختبر روك، وساعدته في بحوثه ومنشوراته عن موانع الحمل، لكنها لم تحظى بقرصة أخرى لمسعاها نحو الإخصاب في المختبر. توفيت مينكن في 8 يونيو 199، في بوسطن، ماساتشوستس.

## منشورات مختارة
روك، جون؛ مينكن، ميريام ف. (1944). «الإخصاب في المختبر وانقسام بويضات المبيض البشري». ساينس. 100 (2588): 105-107. بيب كود: 1944 ساي... 100.. 105 ر. دوي: 10.1126 / ساينس. 100.2588.105. جايستور 1672795. ببمد 17788930.
- التقرير الأصلي عن اكتشاف روك ومينكن للإخصاب في المختبر.

مينكن، ميريام ف. روك، جون (1948). «الإخصاب في المختبر وانقسام بويضات المبيض البشري». المجلة الأمريكية لطب النساء والتوليد. 55 (3): 440-452. دوي: 10.1016/اس 0002-9378(15)32963-اكس. بميد 18903892.
- التقرير الكامل عن اكتشاف الإخصاب في المختبر نُشر بعد 4 سنوات من التقرير الأصلي.

روك، جون؛ غارسيا، سيلسو رامون؛ مينكين، ميريام ف. (1959). «نظرية الطمث». سجلات أكاديمية نيويورك للعلوم. 75 (2): 831-839. بيب كود: 1959 نايسا..75..831آر. دوي: 10.1111/جيه. 1749-6632. 1959.تب44594.اكس. اي اس اس ان 1749-6632. بميد 13854539.
- مناقشة حول سبب حدوث الحيض وكيف يتم. تركيزات كبيرة على دور الهرمونات في العملية.

هيرتيج، آرثر ت. آدامز، إليانور سي؛ مكاي، دونالد جي؛ روك، جون؛ موليجان، وليام جيه؛ مينكين، ميريام ف. (1958/11/01). «دراسة البويضة البشرية لمدة ثلاثة عشر يومًا نسجيًا». المجلة الأمريكية لطب النساء والتوليد. 76 (5): 1025-1043. دوي: 10.1016/0002-9378 (58) 90185-6. بميد 13583048.
- مناقشة الملاحظات عن البويضة الملقحة التي تمت إزالتها في عملية استئصال الرحم في اليوم الرابع عشر من وجودها.

ديوان، إدموند م. منكين، ميريام ف. روك، جون (1978/05/01). «تأثير التحفيز الضوئي على الدورة الشهرية للمرأة». الكيمياء الضوئية والبيولوجيا الضوئية. 27 (5): 581-585. دوي: 10.1111 / جيه.1751-1097.1978.تب07649.اكس. اي اس اس ان 1751-1097. بميد 674392.
- استعراض نتائج تجربة اختبار فاعلية الضوء الصناعي في تنظيم الدورة الشهرية.

روك، جون؛ مينكين، ميريام ف. (1942-10-08). «ستيلبيسترول». جريدة نيو انغلاند الطبية. 227 (15): 552-556. دوي: 10.1056/نيجم194210082271505. اي اس اس ان 0028-4793. بميد 14461256.
- فحوصات عقار ستيلبيسترول (المعروف الآن باسم ديثيلستيلبيسترول)، والذي تم استخدامه بشكل غير صحيح لتقليل مخاطر حدوث مضاعفات الحمل في منتصف القرن التاسع عشر. من المعروف الآن أن الدواء يزيد من خطر الإصابة بسرطان الثدي.[11]

## وصلات خارجية
- أبحاث ميريام ف. مينكين، 1919-2003 (ضمناً). اتش مس س452. مكتبة هارفارد الطبية، مكتبة فرانسيس أ.كونتواي للطب، بوسطن، ماساتشوستس.